# Ranwu Tso
Der Ranwu Tso (oder Rawok Tso oder Rakwa Tso) ist ein kleiner Gletscherrandsee im Südosten des autonomen Gebietes Tibet (VR China).

## Lage
Der See liegt im Kreis Baxoi der bezirksfreien Stadt Qamdo. Er besitzt eine Fläche von 5 km² und liegt auf einer Höhe von 3850 m. Der Oberlauf des Parlung Zangbo durchfließt den 7 km langen langgestreckten See in nordwestlicher Richtung. Am südlichen Seeende liegt die Einmündung des Parlung Zangbo, welcher 15 km talaufwärts vom Lhegugletscher gespeist wird. Westlich davon enden mehrere Gletscher am Seeufer. Talabwärts, 3,7 km weiter westlich, liegt der Nachbarsee Anmu Tso.
Die Nationalstraße G318, welche Sichuan mit Tibet verbindet, verläuft wenige Kilometer nordwestlich des Sees. Dadurch ist der See für Touristen relativ leicht zugänglich.